# Bob Priddy
Robert B. "Bob" Priddy (Altus, Oklahoma, 24 de marzo de 1930) es un exjugador de baloncesto estadounidense que disputó una temporada en la NBA, además de jugar en la ABL. Con 1,91 metros de estatura, jugaba en la posición de alero.

## Trayectoria deportiva

### Universidad
Jugó durante su etapa universitaria con los Aggies de la Universidad Estatal de Nuevo México, convirtiéndose en el primer jugador de dicha institución en llegar a jugar en la NBA.

### Profesional
Fue elegido en la sexagésimo segunda posición del Draft de la NBA de 1952 por Baltimore Bullets, con los que disputó 16 partidos, en los que promedió 2,3 puntos y 2,3 rebotes. Tras ser despedido, acabó la temporada en los Wilkes-Barre Barons de la ABL, promediando 8,4 puntos por partido.

## Estadísticas de su carrera en la NBA

### Temporada regular
| Temporada | Edad | Equipo            | Liga | Pos. | P  | TIT | MIN | TC  | TCA | %TC  | 3P | 3PA | %3P | TL  | TLA | %TL  | R.OF. | R.DEF. | REB | ASIS | ROB | TAP | PER | FP  | PTS |
| 1952-53   | 22   | Baltimore Bullets | NBA  |      | 16 |     | 9.3 | 0.9 | 2.4 | .368 |    |     |     | 0.5 | 0.9 | .571 |       |        | 2.3 | 0.4  |     |     |     | 2.3 | 2.3 |
| Total     |      |                   | NBA  |      | 16 |     | 9.3 | 0.9 | 2.4 | .368 |    |     |     | 0.5 | 0.9 | .571 |       |        | 2.3 | 0.4  |     |     |     | 2.3 | 2.3 |

### Playoffs
| Temporada | Edad | Equipo            | Liga | Pos. | P | TIT | MIN | TC  | TCA | %TC | 3P | 3PA | %3P | TL  | TLA | %TL | R.OF. | R.DEF. | REB | ASIS | ROB | TAP | PER | FP  | PTS |
| 1952-53   | 22   | Baltimore Bullets | NBA  |      | 1 |     | 1.0 | 0.0 | 0.0 |     |    |     |     | 0.0 | 0.0 |     |       |        | 0.0 | 0.0  |     |     |     | 1.0 | 0.0 |
| Total     |      |                   | NBA  |      | 1 |     | 1.0 | 0.0 | 0.0 |     |    |     |     | 0.0 | 0.0 |     |       |        | 0.0 | 0.0  |     |     |     | 1.0 | 0.0 |